# Plagiostenopterina samoaensis
Plagiostenopterina samoaensis är en tvåvingeart som beskrevs av Malloch 1930. Plagiostenopterina samoaensis ingår i släktet Plagiostenopterina och familjen bredmunsflugor. Inga underarter finns listade i Catalogue of Life.